# Кивана (Индијана)
Кивана (енгл. Kewanna) град је у америчкој савезној држави Индијана.

## Демографија
По попису из 2010. године број становника је 613, што је 1 (-0,2%) становника мање него 2000. године.
| Група             | 2000.       | 2010.       |
| Белци             | 600 (97,7%) | 584 (95,3%) |
| Афроамериканци    | 2 (0,3%)    | 7 (1,1%)    |
| Азијати           | 1 (0,2%)    | 1 (0,2%)    |
| Хиспаноамериканци | 5 (0,8%)    | 13 (2,1%)   |
| Укупно            | 614         | 613         |